# O'Higgins (1897)
Броньований крейсер «О'Гіґґінс» - крейсер чилійського флоту кінця XIX століття. Побудований у Великій Британії у єдиному екземплярі. Названий на честь національного героя Чилі Бернардо О'Гіґґінса Рікельме (1778-1842). Послужив основою для проектування побудованих для Японії крейсерів типу «Асама».

## Проектування і будівництво
Спроєктований Філіпом Вотсом (майбутнім конструктором «Дредноуту») для уряду Чилі. Ціна корабля склала 700 000 фунтів стерлінгів. 

## Конструкція
Крейсер, як і броненосець «Капітан Прат», мав ромбічне розташування чотирьох гармат головного калібру. Бортові башти були особливо вразливі від розривів снарядів під ними і були найбільш виразним конструктивним недоліком крейсера. Корабель був приблизно на 7 метрів коротшим за попередній побудований для Чилі крейсер «Есмеральда» (1896), але на 1500 тон перевершував її водотоннажність і ніс більш потужний захист: товщина броньового поясу досягала до 180 мм, броньової палуби — до 50 мм у плоскій частині і 75 мм на скосах.
Кількість 8"(203-мм) гармат головного калібру збільшили до чотирьох, тоді як кількість 6" (152-мм) зменшили до 10-ти, шість з них розмістили в окремих казематах під верхньою палубою. Відповідне рішення не можна визнати особливо вдалим. Інші чотири 6" гармати розташовувалися на верхній палубі по бортах в окремих баштах в середині і кормі.

## Історія служби
На час, коли корабель добудовувався (1897) стан напруги у відносинах між США та Іспанією, що воювала проти повстанців на Кубі, яка врешті решт призвела до війни 1898 року між державами, призвів до спроб обох сторін придбати крейсер собі. Втім переговори провалилися і після добудови крейсер прибув до Вальпараїсо.   

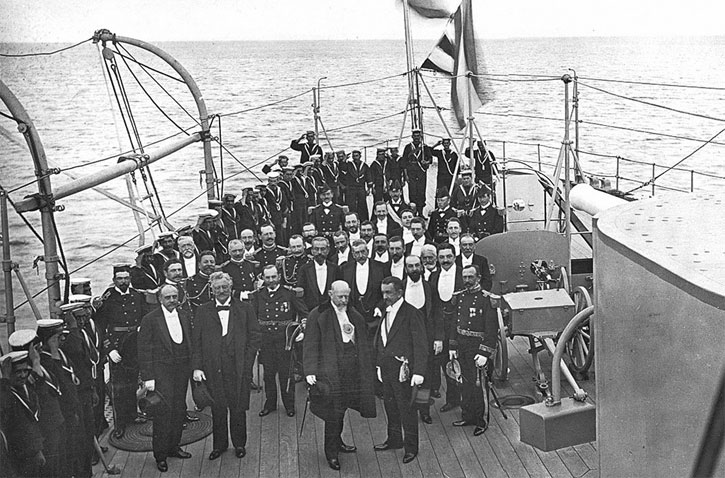
Зустріч президентів Чилі (на передньому плані справа) та Аргентини (зліва) на борту крейсера «О'Гіґґінс»

На борту крейсера, що стояв на рейді Пунта-Аренас,  відбулася зустріч президентів Чилі Федеріко Еррасуріс Ечауррена та Аргентини Хуліо Рока. Зустріч, яка відбулася 15 лютого 1899 року, нормалізувала відносини між державами, які тривалий час балансували на грані війни через взаємні територіальні притензії та відома як «Обійми проток» (ісп. «El Abrazo del Estrecho)» ). Крейсер також був направлений до Панами 1903 року. Втім це не зупинило втручання США, внаслідок чого ця країна відділилася від Колумбії. 
Екіпаж крейсера взяв участь у заколоті 1931 року. Офіцери крейсера були заарештовані у своїх каютах. Втім після повітряних нальотів вірної уряду авіації на повсталі кораблі, попри те, що ті не зазнали ушкоджень, заколотники здалися.
Корабель виключений зі складу флоту 1933 року. 

## Оцінка проекту
До включення до складу флоту дредноута «Альмиранте Латорре», разом з броненосцем «Capitán Prat», був найбільшим кораблем чилійського флоту.